# Associazione Calcio Crema 1949-1950
Questa voce raccoglie le informazioni riguardanti l'Associazione Calcio Crema nelle competizioni ufficiali della stagione 1949-1950.

## Rosa
| N. |                   | Ruolo | Calciatore        |
| -- | ----------------- | ----- | ----------------- |
|    | Italia (bandiera) | A     | Giacomo Abbà      |
|    | Italia (bandiera) | C     | Franco Bassetti   |
|    | Italia (bandiera) | C     | Mario Bergamaschi |
|    | Italia (bandiera) | A     | Armando Bicicli   |
|    | Italia (bandiera) | C     | Luigi Bicicli     |
|    | Italia (bandiera) | C     | Lucio Doldi       |
|    | Italia (bandiera) | A     | M. Fasoli         |
|    | Italia (bandiera) | C     | C. Frassinelli    |

| N. |                   | Ruolo | Calciatore       |
| -- | ----------------- | ----- | ---------------- |
|    | Italia (bandiera) | A     | Aldo Fumagalli   |
|    | Italia (bandiera) | C     | G. Galli         |
|    | Italia (bandiera) | A     | G. Manganelli    |
|    | Italia (bandiera) | C     | Luigi Moltrasio  |
|    | Italia (bandiera) | D     | Santinoli        |
|    | Italia (bandiera) | D     | A. Nissoli       |
|    | Italia (bandiera) | D     | Antonio Piloni   |
|    | Italia (bandiera) | A     | Carlo Re Dionigi |
|    | Italia (bandiera) | P     | Giuseppe Zibetti |